# محمدتقی ادیب نیشابوری
محمد تقی ادیب نیشابوری(۱۲۷۳-۱۳۵۵ خورشیدی) مشهور به ادیب ثانی
متخلص به «حجة الحق» و «راموز» از دانشمندان علوم اسلامی معاصر و شاعر فارسی‌زبان بود. او متخصص ادبیات عربی بود و در رشته‌های ادبیات فارسی، منطق، فلسفه، ریاضیات، اصول، فقه، رجال، حدیث، تفسیر، طب قدیم، نجوم تحصیل کرده بود. او شاگرد عبدالجواد ادیب نیشابوری(معروف به ادیب اول) بود.

## زندگی
وی در سال ۱۳۱۲ هجری قمری در خیرآباد نیشابور، به دنیا آمد. نام مادرش، فاطمه و پدرش، اسدالله بود. اجداد او از سران ایل اسکندری بودند، جد بزرگ وی به ایران آمد، و ریاست را کنار نهاده، زندگی ساده‌ای گزید.
در ۱۸ سالگی برای کسب علم به مشهد رفته و سه سال در خدمت شیخ محمد کدکنی (در گذشته ۱۳۵۷ هـ. ق) به کسب علم پرداخت. از اواخر سال۱۳۳۳ هـ. ق در محضر درس استاد ادبیات و بلاغت اسلامی حوزه خراسان، ادیب نیشابوری حاضر شد و بعد از آزمون ورودی شفاهی مورد توجه استاد قرار گرفت و در ۲۵ سالگی، شروع به تدریس کرد. 
در زمستان سال ۱۳۴۷ ش. هنگام رفتن به مدرس به زمین‌خورده دچار شکستگی پا شد و این حادثه موجب شد که خانه‌نشین شده و در ۲۱ آذرماه ۱۳۵۵ش (۲۰ ذی‌الحجه ۱۳۹۶ هـ. ق) درگذشت و در ایوان آخرین غرفه جنوب غربی صحن عتیق (انقلاب) رضوی به خاک سپرده شد.
از جمله شاگردان وی می‌توان به دکتر محمدجعفر جعفری لنگرودی حقوق‌دان ایرانی صاحب تألیفات عدیده در فقه، حقوق، ادبیات و فلسفه حقوق اشاره کرد.

## آثار

### نظم
به غیر از دیوان اشعار وی که چهار هزار بیت است، منظومه‌هایی عرفانی از او به جا مانده که عبارتند از:
- آیین‌نامه
- آسایش‌نامه
- حدیث جان و جانان
- ستایش‌نامه
- طریقت‌نامه
- فیروزی جاوید
- گوهر تابنده
- مجمع راز و منبع نیاز
- یعقوبیه

### نثر
- تاریخ ادبیات عرب
- تاریخ ادبیات ایران (تا حکیم ناصرخسرو)
- تابش جان و بینش روان (در حکمت الهی)
- البدایه و النهایه (در حکمت)
- گوهرنامه و رساله قافیه
- آرایش سخن (در علم بدیع)

از نوشته‌های ادیب ثانی، مجموعه‌ای شامل تاریخ ادبیات عرب، رساله قافیه، آرایش سخن و چند قصیده و غزل به نام «گوهر دانش» در ۱۳۳۷ شمسی به چاپ رسیده‌است.

## اثرگذاری و مؤثر بودن در فرهنگ و ادب عربی
ادیب از استادان مطرح ادبیات و بلاغت اسلامی و صاحب حافظه‌ای نیرومند بود. درس او سرشار از مناسبت گویی‌ها، اشعار و لطایف ذوقی بود، پس جای شگفتی نیست که شاگردان ادیب به این اذعان کنند، که حضور در محضر ادیب، آفاق دیگری را در برابر چشمانشان گشود و از صرف و نحو و ادبیات مفهوم دیگری را به آنان بخشید و در روح طالب علم جوان، اثر بسزایی داشت.
ادیب نیشابوری در شعری از تحصیلات خود و علوم و فنونی که آموخته سخن می‌گوید:
تا شدم استاد علوم عرب عالم انواع و فنون ادب
بازگرفتم ره و رسم حساب تا که ربودم قصب از شیخ و شاب

## برجسته‌ترین شاگردان
محمدجعفر جعفری لنگرودی، محمدتقی شریعتی، عبدالجواد فلاطوری، احمد مهدوی دامغانی، حسن ملکشاهی، مهدی محقق، محمدرضا شفیعی کدکنی، محمدرضا حکیمی، سید هادی غضنفری خوانساری، سید علی حجت هاشمی خراسانی، احمد امین شیرازی، سید محسن موسوی گرگانی، محمدکریم پارسا،شعبان نخستین رودسری، سید علی سیستانی، حسین وحید خراسانی، ابوالقاسم خزعلی و محمدرضا نکونام.

## درگذشت
محمدتقی ادیب نیشابوری در زمستان سال ۱۳۴۷ ش. هنگام رفتن به کلاس درس، در پی لغزیدن پا و سر خوردن، دچار شکستگی پا شد و همین رخداد، اسباب خانه نشینی وی را فراهم نمود تا در ۲۱ آذرماه ۱۳۵۵ش (۲۰ ذی‌الحجه ۱۳۹۶ ه‍.ق) چشم از جهان فروبست.